# Distanzlosigkeit
Die Distanzlosigkeit oder Abstandslosigkeit bezeichnet eine Charakteristik eines spezifisch sozialen Kontaktverhaltens, sie kann unter anderem Symptom einer manischen Störung, einer Bindungs- oder Persönlichkeitsstörung sein. Im Einzelnen wird sie durch folgende Merkmale gekennzeichnet:
- Erzwingen von sozialen Interaktionen ohne zureichenden Rapport, d. h. ohne emotionale Abstimmung mit dem Partner, eventuell sogar über explizite Zurückweisungen hinweg
- Kontaktsuche ohne kritische Beurteilung von sozialer Erwünschtheit, sozialer Nähe und sozialen Strukturen
- Einsatz von Kommunikationsformen, die der eigenen sozialen Stellung zum Partner nicht angemessen sind[2]
- Übergriffiges Mitreden oder Mithandeln in den Angelegenheiten eines anderen oder Verletzen der Intimsphäre des anderen.

Distanzlosigkeit kann Bestandteil einer Pathologie, aber auch ein Charakterproblem, ein Zeichen von Unreife oder sogar eine Fehleinschätzung infolge eines interkulturellen Missverständnisses sein. Im alltäglichen menschlichen Miteinander wird das Verhalten von jemandem, der die Regeln der sozialen Distanz nicht wahrt oder der ohne ausreichenden Rapport hartnäckig Kontakt herzustellen versucht, als taktlos empfunden.